# Catalunya Internacional
Catalunya Internacional és un consorci impulsat per la Generalitat de Catalunya que porta a terme activitats de projecció internacional mitjançant instruments de poder tou. La seva directora és Laura Foraster.

## Història
Conegut anteriorment com a Consell de Diplomàcia Pública de Catalunya (acrònim: DIPLOCAT), o com a Patronat Catalunya Món, a la vegada successor del Patronat Català Pro Europa. Creat el novembre del 2012 amb Roser Clavell al capdavant, en va ser secretari general posteriorment Albert Royo i Mariné, des del 14 de febrer de 2013 fins al 31 d'octubre de 2017, quan va ser cessat pel govern espanyol en el marc de l'aplicació de l'article 155 de la Constitució Espanyola. Com a entitat de diplomàcia pública, Diplocat té com a objectiu dirigir-se a l'opinió pública internacional per explicar Catalunya al món de forma transversal.
El govern d'Espanya, després de l'aplicació de l'article 155 de la Constitució espanyola, va intentar suprimir DIPLOCAT. En va nomenar un òrgan liquidador, que desmuntà peça per peça el consorci. Amb la entrada del nou govern de la Generalitat, el president Quim Torra convocà la primera reunió del patronat d'ençà que es va començar a liquidar. Amb aquesta convocatòria la liquidació del consorci es va donar per aturada.

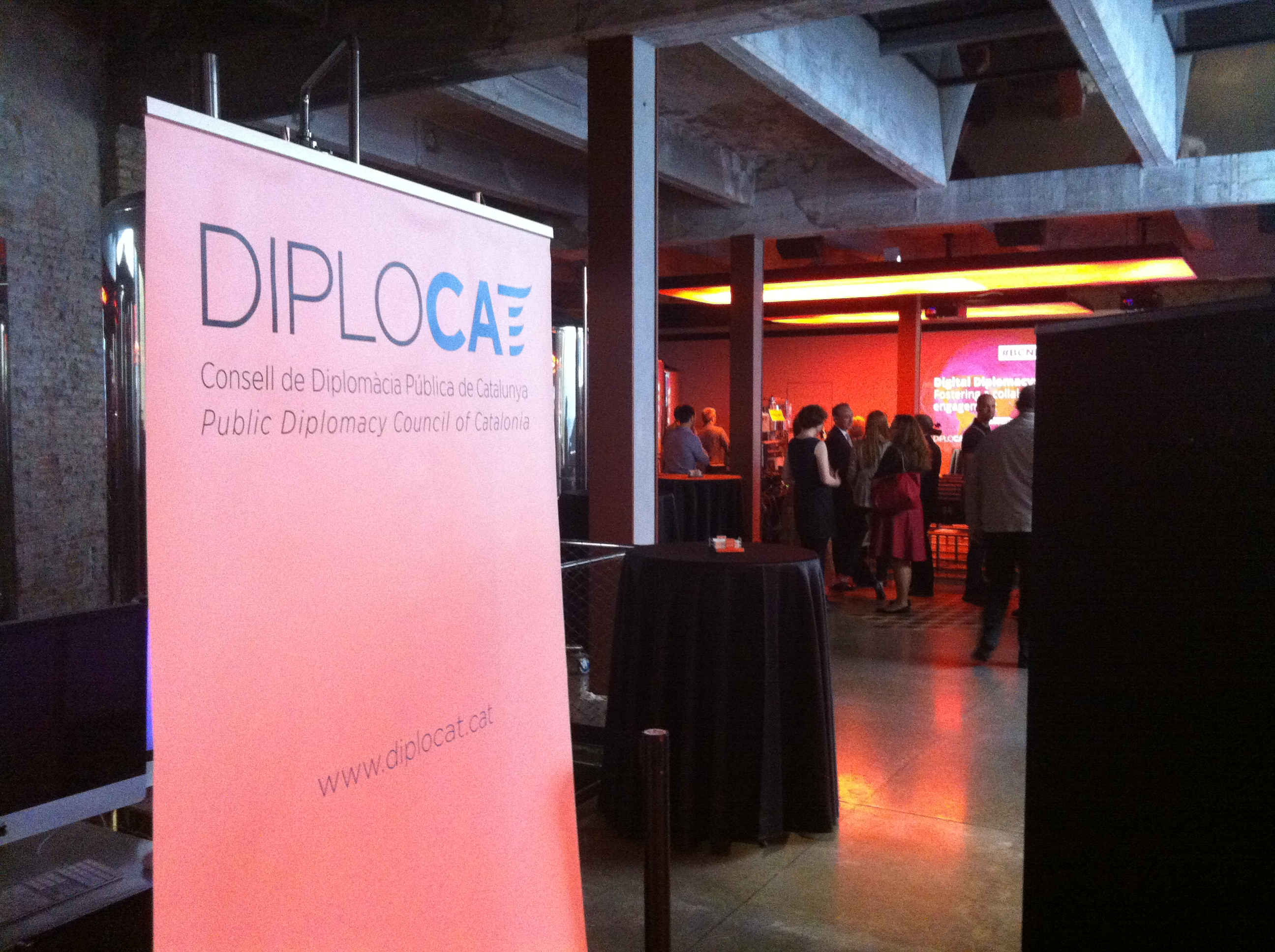
Acte de Diplocat a Barcelona

De 2013 a 2017 l'entitat, amb Albert Royo i Mariné com a secretari general, va organitzar jornades acadèmiques de debat, tant sobre temes d'àmbit internacional a Catalunya, com en universitats d'arreu del món per debatre el procés català. Entre altres, va organitzar jornades a Lisboa, Sevilla, Vilnius, Cambridge, Princeton o Sciences Po París.
Més enllà de les jornades, l'organisme també treballava per publicar articles en diaris d'arreu del món per explicar la situació política a Catalunya. A nivell educatiu, oferia beques i organitzava un Màster Executiu en Diplomàcia i Acció Exterior. També planificava trobades amb Parlaments estrangers, on el consorci estimulava que s'hi debatés sobre el dret a decidir i convidava a personalitats d'arreu del món rellevants en el seu àmbit d'activitat a visitar Catalunya. Per una altra banda, participava en missions d'observació electoral, prestava ajut a organitzacions de la societat civil que portin a terme accions a l'exterior, redactava documents explicant aspectes claus de Catalunya per a audiències estrangeres i exercia la diplomàcia digital, amb activitat a les xarxes socials, especialment a Twitter, i amb pàgines webs específiques que ajudin a explicar a audiències estrangeres el procés català o fets culturals propis com la Diada de Sant Jordi.
A banda, anualment DIPLOCAT atorgava el Premi a la Diplomàcia Empresarial Catalana, que reconeixia les empreses que s'identifiquen, elles mateixes o els seus productes, com a catalanes, així com normalitzar la visibilitat de Catalunya a l'exterior, donant una imatge d'excel·lència del país i difonent els seus valors, actius i atractius. El premi va ser creat el 2013 juntament amb PIMEC, i fins al moment l'han guanyat Aranow (2013), Scytl (2014), Moritz (2015), Ultramàgic (2016) i Beabloo (2017). Amb la reobertura de Diplocat el premi s'ha reinstaurat, atorgant el premi l'any 2019 a Munich, el 2022 a Yerse i el 2023 a Galetes El Rosal.
El 24 de novembre del 2016 va crear un consell consultiu format inicialment per 39 experts i personalitats de diferents àmbits per tal de rebre'n llur assessorament.

## Activitats a partir de 2018
Laura Foraster i Lloret és la secretària general de l'entitat des del 17 de desembre de 2018, quan va ser nomenada pel Ple. Sota el seu lideratge es va impulsar una nova visió, missió i manera de treballar de l'entitat, de forma més transversal i consorciada.
El 26 de juliol de 2019 es va reunir el Ple de DIPLOCAT amb el consorci ja completament operatiu després de la reobertura, i es va aprovar un nou pla estratègic per al període 2019-2022 i un pla de treball per a 2019 sobre tres eixos de treball que despleguen les eines clàssiques de la diplomàcia pública. El Pla estratègic es basa en tres eixos, connectar, projectar i capacitar, a partir dels quals es despleguen les activitats del Pla de Treball anual. En el Pla de Treball 2019 es recupera, entre d'altres activitats anteriors, la promoció de la diada de Sant Jordi i el programa de Beques en relacions internacionals, i també s'afegeixen noves activitats com el 1er Congrés Internacional sobre la Formació Professional a Catalunya.
DIPLOCAT explica la diada de Sant Jordi a l'exterior principalment a través de la pàgina web BooksAndRoses acompanyada d'altres iniciatives puntuals, com l'enviament de llibres i roses a personalitats internacionals.
Altres activitats que està portant a terme DIPLOCAT en l'actualitat són, el lliurament de beques per fer estudis de postgrau a l'estranger a estudiants que hagin cursat el grau en universitats catalanes, seminaris amb l'OCDE i el Consell d'Europa per conèixer bones pràctiques en innovació al món local, l'intercanvi de bones experiències a Europa en matèria d'habitatge social o sobre sistemes d'alimentació saludable en el marc dels objectius de l'agenda 2030 de Nacions Unides. Les activitats de DIPLOCAT a l'exterior estan focalitzades sobretot a Europa i el Mediterrani.
El juny de 2021, el Ple de l'entitat va aprovar la incorporació de 5 nous experts i personalitats al seu consell consultiu, entre els quals el catedràtic de diplomàcia pública a la Universitat del Sud de Califòrnia Nicholas J. Cull i Anna Schlegel, la dona més influent del món en tecnologia l'any 2020 per la revista Analytics Insight.

## Composició
És participat pels organismes públics següents:
Institucions públiques
- Generalitat de Catalunya
- Ajuntaments de Barcelona, Girona, Lleida, Tarragona i Vielha e Mijaran
- Diputacions de Barcelona, Girona, Lleida i Tarragona i Consell General d'Aran
- Associació Catalana de Municipis i Comarques
- Federació de Municipis de Catalunya

Entitats financeres, econòmiques i empresarials
- Federació Catalana de Caixes d'Estalvis
- Consell General de les Cambres Oficials de Comerç, Indústria i Navegació de Catalunya
- Micro, petita i mitjana empresa de Catalunya (PIMEC)
- Foment del Treball Nacional
- Associació Multisectorial d'Empreses
- FemCAT Fundació Privada d'Empresaris
- Confederació de Cooperatives de Catalunya
- Comissions Obreres de Catalunya
- Unió General de Treballadors de Catalunya

Entitats socials i esportives
- Taula d'Entitats del Tercer Sector Social de Catalunya
- Futbol Club Barcelona

Universitats, escoles de negocis i centres acadèmics
- Universitats de Catalunya
- EADA Business School
- Barcelona Graduate School of Economics (BGSE)
- Institut Barcelona d'Estudis Internacionals (IBEI)